# Libice nad Cidlinou
Libice nad Cidlinou è un comune della Repubblica Ceca facente parte del distretto di Nymburk, in Boemia Centrale.
Fondata nel IX secolo, è oggi uno dei principali siti archeologici del Paese.